# دی‌ای‌آز ۱۰
دی‌ای‌آز ۱۰ (به انگلیسی: DAR_10) یک هواگرد از نوع بمب‌افکن سبک و عملیات شناسایی ساخت شرکت Darzhavna Aeroplanna Rabotilnitsa است. هواگرد دی‌ای‌آز ۱۰ نخستین پروازش را در ژوئیه ۱۹۴۱ میلادی انجام داد. در مجموع، تعداد ۲ فروند از این هواگرد ساخته شده‌است.